# Streptocarpus heckmannianus
Streptocarpus heckmannianus är en tvåhjärtbladig växtart som först beskrevs av Engler, och fick sitt nu gällande namn av I. Darbysh.. Streptocarpus heckmannianus ingår i släktet Streptocarpus och familjen Gesneriaceae.

## Underarter
Arten delas in i följande underarter:
- S. h. gracilis
- S. h. heckmannianus